# حملة القرم

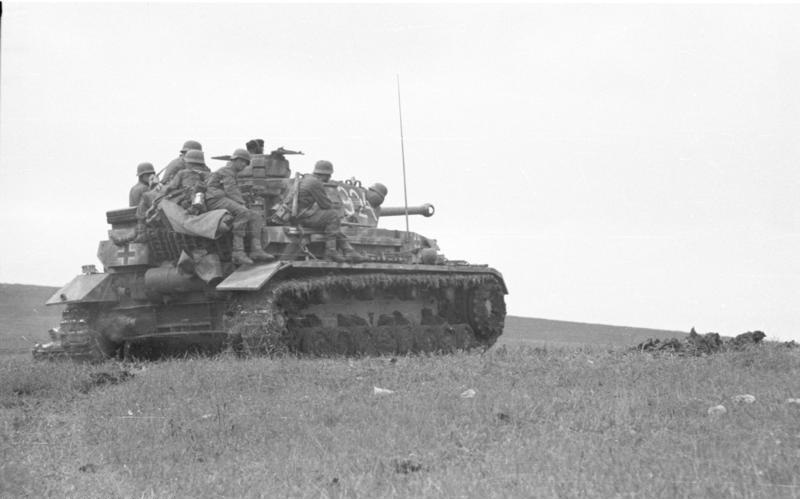
دبابة بانزر 4 ألمانية وجنود في شبه جزيرة القرم، 1942.

حملة القرم هي عملية نفذتها قوات المحور كجزء من عملية بارباروسا خلال الحرب العالمية الثانية. كانت القوة الغازية بقيادة ألمانيا وبدعم من رومانيا وإيطاليا، في حين اتخذ الاتحاد السوفييتي مواقع دفاعية في جميع أنحاء شبه جزيرة القرم. تكبد الجانبان خسائر فادحة خلال القتال بينما كانت قوات المحور تحاول اختراق برزخ بيريكوب من أوكرانيا. أدى هجوم المحور إلى هزيمة الجيش الأحمر وتمكين ألمانيا من احتلال شبه جزيرة القرم لمدة ثلاث سنوات.
ابتداء من 26 سبتمبر 1941، شارك الجيش الألماني الحادي عشر والجيش الروماني الثالث والجيش الروماني الرابع في القتال.  وقد عارضهم الجيش السوفييتي الحادي والخمسون وعناصر أسطول البحر الأسود. بعد الحملة، احتلت مجموعة الجيوش الألمانية أ شبه جزيرة القرم، مع الجيش السابع عشر كتشكيل تابع رئيسي. 
كانت سيفاستوبول وكيرش المدينتين الوحيدتين في شبه جزيرة القرم اللتين لم تحتلهما قوات المحور خلال هذه الحملة؛ حيث كرمت الحكومة السوفييتية المدينة الأولى باعتبارها مدينة بطلة لمقاومتها الجيوش الألمانية والرومانية، واستعاد السوفييت السيطرة على المدينة الثانية لفترة وجيزة خلال عملية برمائية قرب نهاية عام 1941 قبل أن يستولي عليها الألمان مرة أخرى خلال عملية صيد الحبارى في 8 مايو 1941.   استمر حصار سيفاستوبول لمدة 250 يومًا من 30 أكتوبر 1941 إلى 4 يوليو 1942، عندما سيطرت قوات المحور أخيرًا على المدينة.
في الساعات الأولى من صباح السادس من نوفمبر، أطلقت الغواصة الرومانية دلفينول، بقيادة قسطنطين كوستاشيسكو، طوربيدًا وأغرقت سفينة الشحن السوفيتية أوراليتس التي يبلغ وزنها 1,975 طنًا 6.4 كيلومتر (4 ميل) إلى الجنوب من يالطا. تعرضت الغواصة لاحقًا لهجوم من قبل القوات السوفيتية، لكنها اتبعت مسارًا على طول الساحل التركي وتمكنتوتمكنت من الإفلات من ما يصل إلى 80 قنبلة عمق قبل الوصول بأمان إلى كونستانتا في 7 نوفمبر.   
تم تطويق سيفاستوبول، الهدف الرئيسي للحملة، من قبل القوات الألمانية في 30 أكتوبر 1941. لكن الألمان تعرضوا لهجوم مضاد من القوات السوفيتية. وفي وقت لاحق، ساهمت العديد من القوات التي تم إجلاؤها من مدينة أوديسا في الدفاع عن سيفاستوبول. وبعد ذلك بدأ الألمان في تطويق المدينة.
فشلت هجمات أخرى في 11 نوفمبر و30 نوفمبر، في الأقسام الشرقية والجنوبية من المدينة. تم تعزيز القوات الألمانية بعدة أفواج مدفعية، كان أحدها مدفع جوستاف الثقيل. صُد هجوم آخر في 17 ديسمبر في اللحظة الأخيرة بمساعدة التعزيزات، وهبطت القوات السوفيتية في شبه جزيرة كيرتش بعد يوم واحد من عيد الميلاد لتخفيف الضغط على سيفاستوبول. وظلوا في المنطقة حتى تعرضوا لهجوم مضاد ألماني في 9 أبريل وتم القضاء عليهم بحلول 18 مايو. وبعد إزالة التشتيت، جددت القوات الألمانية هجومها على سيفاستوبول، واخترقت الخطوط الدفاعية الداخلية في 29 يونيو. نٌقل القادة السوفييت جواً أو إجلاؤهم بواسطة غواصة نحو نهاية الحصار واستسلمت المدينة في 4 يوليو 1942، على الرغم من أن بعض القوات السوفيتية صمدت في الكهوف خارج المدينة حتى 9 يوليو.
في عام 1944، استعادت الجبهة الأوكرانية الرابعة شبه جزيرة القرم خلال هجوم القرم (8 أبريل 1944 - 12مايو 1944)، والتي تألفت من ثلاث عمليات فرعية:
- عملية كيرتش-إلتيجن (31 أكتوبر 1943 – 11 ديسمبر 1943)
- عملية الهجوم على بيريكوب-سيفاستوبول (8 أبريل 1944 – 12 مايو 1944)
- عملية هجوم كيرتش-سيفاستوبول (11 أبريل 1944 – 12 مايو 1944)

## فهرس
- بيشوب، كريس، الأطلس العسكري للحرب العالمية الثانية، إيجلو بوكس، لندن، 2005(ردمك 1-904687-53-9)
- http://www.soldat.ru/spravka/freedom/1-ssr-3.html Dudarenko، ML، Perechnev، Yu. ج.، يليسيف، ف.ت، وآخرون. , الدليل المرجعي "تحرير المدن": مرجع لتحرير المدن خلال فترة الحرب الوطنية العظمى 1941-1945، موسكو، 1985 (Дудаrenко, M.L., Прочнев, Ю.Г., Елисеев, V.T. و дr., сост. Справочник «Осв المدن الرئيسية: المتحدث عن المدن الرئيسية في الفترة من الحرب العالمية الأولى 1941-1945»)
- كيغان، جون، أطلس التايمز للحرب العالمية الثانية، كريسنت بوكس، نيويورك